# Giro d'Italia 2021
Il Giro d'Italia 2021, centoquattresima della corsa, valevole come diciottesima prova dell'UCI World Tour 2021, si svolse in ventuno tappe dall'8 al 30 maggio 2021 per un totale di 3 410,9 km, con partenza da Torino e arrivo a Milano. La vittoria fu appannaggio del colombiano Egan Bernal, che completò il percorso in 86h17'28", alla media di 39,529 km/h, precedendo l'italiano Damiano Caruso e il britannico Simon Yates.
Sul traguardo di Milano 143 ciclisti, su 184 partiti da Torino, portarono a termine la competizione.

## Percorso
La prima tappa fu una tappa a cronometro di 8,6 km per le strade di Torino, con partenza da Piazza Castello e arrivo alla Chiesa della Gran Madre di Dio. Il giorno successivo si partì da Stupinigi, frazione di Nichelino, e si giunse a Novara, con un percorso prevalentemente pianeggiante adatto ai velocisti. La terza tappa si snodò fra Biella e Canale, su un tracciato alquanto mosso, favorevole agli scattisti. Le prime tre tappe piemontesi, assieme all'arrivo della diciannovesima all'Alpe di Mera (Scopello) e la partenza della ventesima da Verbania, anch'esse località nella stessa regione, erano state presentate ufficialmente il 4 febbraio. Il resto del percorso era stato presentato il 24 febbraio, compresa la penultima tappa con partenza da Verbania e arrivo a Motta di Campodolcino, in Valle Spluga, dopo aver superato il Passo dello Spluga.
Il percorso della Corsa Rosa in sintesi: due tappe a cronometro (la prima e l'ultima, per un totale di 38,4 km), otto arrivi in salita, sei tappe per velocisti e due tappe con sterrato (Campo Felice e Montalcino). La tappa con partenza da Ravenna commemorò i 700 anni trascorsi dalla morte di Dante Alighieri, mentre la tappa fra Siena e Bagno di Romagna rese omaggio ad Alfredo Martini, nel centenario della sua nascita, transitando da Sesto Fiorentino.

## Tappe
| Tappa  | Data      | Percorso                                                 | km      | Vincitore di tappa | Leader cl. generale  |
| ------ | --------- | -------------------------------------------------------- | ------- | ------------------ | -------------------- |
| 1ª     | 8 maggio  | Torino > Torino (cron. individuale)                      | 8,6     | Filippo Ganna      | Filippo Ganna        |
| 2ª     | 9 maggio  | Nichelino (Stupinigi) > Novara                           | 179     | Tim Merlier        | Filippo Ganna        |
| 3ª     | 10 maggio | Biella > Canale                                          | 190     | Taco van der Hoorn | Filippo Ganna        |
| 4ª     | 11 maggio | Piacenza > Sestola                                       | 187     | Joseph Dombrowski  | Alessandro De Marchi |
| 5ª     | 12 maggio | Modena > Cattolica                                       | 177     | Caleb Ewan         | Alessandro De Marchi |
| 6ª     | 13 maggio | Grotte di Frasassi > Ascoli Piceno (San Giacomo)         | 160     | Gino Mäder         | Attila Valter        |
| 7ª     | 14 maggio | Notaresco > Termoli                                      | 181     | Caleb Ewan         | Attila Valter        |
| 8ª     | 15 maggio | Foggia > Guardia Sanframondi                             | 170     | Victor Lafay       | Attila Valter        |
| 9ª     | 16 maggio | Castel di Sangro > Campo Felice (Rocca di Cambio)        | 158     | Egan Bernal        | Egan Bernal          |
| 10ª    | 17 maggio | L'Aquila > Foligno                                       | 139     | Peter Sagan        | Egan Bernal          |
|        | 18 maggio | giorno di riposo                                         |         |                    |                      |
| 11ª    | 19 maggio | Perugia > Montalcino (Brunello di Montalcino Wine Stage) | 162     | Mauro Schmid       | Egan Bernal          |
| 12ª    | 20 maggio | Siena > Bagno di Romagna                                 | 212     | Andrea Vendrame    | Egan Bernal          |
| 13ª    | 21 maggio | Ravenna > Verona                                         | 198     | Giacomo Nizzolo    | Egan Bernal          |
| 14ª    | 22 maggio | Cittadella > Monte Zoncolan                              | 205     | Lorenzo Fortunato  | Egan Bernal          |
| 15ª    | 23 maggio | Grado > Gorizia                                          | 147     | Victor Campenaerts | Egan Bernal          |
| 16ª    | 24 maggio | Sacile > Cortina d'Ampezzo                               | 153     | Egan Bernal        | Egan Bernal          |
|        | 25 maggio | giorno di riposo                                         |         |                    |                      |
| 17ª    | 26 maggio | Canazei > Sega di Ala                                    | 193     | Daniel Martin      | Egan Bernal          |
| 18ª    | 27 maggio | Rovereto > Stradella                                     | 231     | Alberto Bettiol    | Egan Bernal          |
| 19ª    | 28 maggio | Abbiategrasso > Alpe di Mera (Valsesia)                  | 166     | Simon Yates        | Egan Bernal          |
| 20ª    | 29 maggio | Verbania > Motta di Campodolcino                         | 164     | Damiano Caruso     | Egan Bernal          |
| 21ª    | 30 maggio | Senago > Milano (cron. individuale)                      | 30,3    | Filippo Ganna      | Egan Bernal          |
| Totale | Totale    | Totale                                                   | 3 410,9 |                    |                      |

## Squadre e corridori partecipanti
Alla competizione presero parte 23 squadre: le diciannove iscritte all'UCI World Tour 2021, la Alpecin-Fenix avente diritto in quanto migliore squadra UCI ProTeam 2020 e tre squadre invitate, ovverosia la Bardiani-CSF-Faizanè, la Eolo-Kometa Cycling Team e l'Androni Giocattoli-Sidermec (che partecipò al posto della Vini Zabù, autosospesasi dalle competizioni), tutte di categoria UCI ProTeam. Ciascuna delle 23 squadre era composta da otto corridori, per un totale di 184 ciclisti alla partenza.
| N.      | Cod. | Squadra                     |
| ------- | ---- | --------------------------- |
| 1-8     | IGD  | Ineos Grenadiers            |
| 11-18   | ACT  | AG2R Citroën Team           |
| 21-28   | AFC  | Alpecin-Fenix               |
| 31-38   | ANS  | Androni Giocattoli-Sidermec |
| 41-48   | AST  | Astana-Premier Tech         |
| 51-58   | TBV  | Bahrain Victorious          |
| 61-68   | BCF  | Bardiani-CSF-Faizanè        |
| 71-78   | BOH  | Bora-Hansgrohe              |
| 81-88   | COF  | Cofidis                     |
| 91-98   | DQT  | Deceuninck-Quick Step       |
| 101-109 | EFN  | EF Education-Nippo          |
| 111-118 | EOK  | Eolo-Kometa Cycling Team    |

| N.      | Cod. | Squadra                  |
| ------- | ---- | ------------------------ |
| 121-128 | GFC  | Groupama-FDJ             |
| 131-138 | IWG  | Intermarché-Wanty-Gobert |
| 141-148 | ISN  | Israel Start-Up Nation   |
| 151-158 | TJV  | Jumbo-Visma              |
| 161-168 | LTS  | Lotto Soudal             |
| 171-178 | MOV  | Movistar Team            |
| 181-188 | BEX  | Team BikeExchange        |
| 191-198 | DSM  | Team DSM                 |
| 201-208 | TQA  | Team Qhubeka Assos       |
| 211-218 | TFS  | Trek-Segafredo           |
| 221-228 | UAD  | UAE Team Emirates        |

## Dettagli delle tappe

### 1ª tappa
- 8 maggio: Torino > Torino – Cronometro individuale – 8,6 km

Risultati
| Pos. | Corridore      | Squadra | Tempo |
| ---- | -------------- | ------- | ----- |
| 1    | Filippo Ganna  | Ineos   | 8'47" |
| 2    | Edoardo Affini | Jumbo   | a 10" |
| 3    | Tobias Foss    | Jumbo   | a 13" |

| Pos. | Corridore      | Squadra | Tempo |
| ---- | -------------- | ------- | ----- |
| 1    | Filippo Ganna  | Ineos   | 8'47" |
| 2    | Edoardo Affini | Jumbo   | a 10" |
| 3    | Tobias Foss    | Jumbo   | a 13" |

### 2ª tappa
- 9 maggio: Stupinigi (Nichelino) > Novara – 179 km

Risultati
| Pos. | Corridore       | Squadra | Tempo    |
| ---- | --------------- | ------- | -------- |
| 1    | Tim Merlier     | Alpecin | 4h21'09" |
| 2    | Giacomo Nizzolo | Qhubeka | s.t.     |
| 3    | Elia Viviani    | Cofidis | s.t.     |

| Pos. | Corridore      | Squadra | Tempo    |
| ---- | -------------- | ------- | -------- |
| 1    | Filippo Ganna  | Ineos   | 4h29'53" |
| 2    | Edoardo Affini | Jumbo   | a 13"    |
| 3    | Tobias Foss    | Jumbo   | a 16"    |

### 3ª tappa
- 10 maggio: Biella > Canale – 190 km

Risultati
| Pos. | Corridore          | Squadra     | Tempo    |
| ---- | ------------------ | ----------- | -------- |
| 1    | Taco van der Hoorn | Intermarché | 4h21'29" |
| 2    | Davide Cimolai     | Israel      | a 4"     |
| 3    | Peter Sagan        | Bora        | s.t.     |

| Pos. | Corridore       | Squadra    | Tempo    |
| ---- | --------------- | ---------- | -------- |
| 1    | Filippo Ganna   | Ineos      | 8h51'26" |
| 2    | Tobias Foss     | Jumbo      | a 16"    |
| 3    | Remco Evenepoel | Deceuninck | a 20"    |

### 4ª tappa
- 11 maggio: Piacenza > Sestola – 187 km

Risultati
| Pos. | Corridore            | Squadra  | Tempo    |
| ---- | -------------------- | -------- | -------- |
| 1    | Joseph Dombrowski    | UAE      | 4h58'38" |
| 2    | Alessandro De Marchi | Israel   | a 13"    |
| 3    | Filippo Fiorelli     | Bardiani | a 27"    |

| Pos. | Corridore            | Squadra | Tempo     |
| ---- | -------------------- | ------- | --------- |
| 1    | Alessandro De Marchi | Israel  | 13h50'44" |
| 2    | Joseph Dombrowski    | UAE     | a 22"     |
| 3    | Louis Vervaeke       | Alpecin | a 42"     |

### 5ª tappa
- 12 maggio: Modena > Cattolica – 177 km

Risultati
| Pos. | Corridore       | Squadra | Tempo    |
| ---- | --------------- | ------- | -------- |
| 1    | Caleb Ewan      | Lotto   | 4h07'01" |
| 2    | Giacomo Nizzolo | Qhubeka | s.t.     |
| 3    | Elia Viviani    | Cofidis | s.t.     |

| Pos. | Corridore            | Squadra  | Tempo     |
| ---- | -------------------- | -------- | --------- |
| 1    | Alessandro De Marchi | Israel   | 17h57'45" |
| 2    | Louis Vervaeke       | Alpecin  | a 42"     |
| 3    | Nelson Oliveira      | Movistar | a 48"     |

### 6ª tappa
- 13 maggio: Grotte di Frasassi > Ascoli Piceno (San Giacomo) – 160 km

Risultati
| Pos. | Corridore     | Squadra | Tempo    |
| ---- | ------------- | ------- | -------- |
| 1    | Gino Mäder    | Bahrain | 4h17'52" |
| 2    | Egan Bernal   | Ineos   | a 12"    |
| 3    | Daniel Martin | Israel  | s.t.     |

| Pos. | Corridore       | Squadra    | Tempo     |
| ---- | --------------- | ---------- | --------- |
| 1    | Attila Valter   | Groupama   | 22h17'06" |
| 2    | Remco Evenepoel | Deceuninck | a 11"     |
| 3    | Egan Bernal     | Ineos      | a 16"     |

### 7ª tappa
- 14 maggio: Notaresco > Termoli – 181 km

Risultati
| Pos. | Corridore      | Squadra | Tempo    |
| ---- | -------------- | ------- | -------- |
| 1    | Caleb Ewan     | Lotto   | 4h42'12" |
| 2    | Davide Cimolai | Israel  | s.t.     |
| 3    | Tim Merlier    | Alpecin | s.t.     |

| Pos. | Corridore       | Squadra    | Tempo     |
| ---- | --------------- | ---------- | --------- |
| 1    | Attila Valter   | Groupama   | 26h59'18" |
| 2    | Remco Evenepoel | Deceuninck | a 11"     |
| 3    | Egan Bernal     | Ineos      | a 16"     |

### 8ª tappa
- 15 maggio: Foggia > Guardia Sanframondi – 170 km

Risultati
| Pos. | Corridore         | Squadra | Tempo    |
| ---- | ----------------- | ------- | -------- |
| 1    | Victor Lafay      | Cofidis | 4h06'47" |
| 2    | Francesco Gavazzi | Eolo    | a 36"    |
| 3    | Nikias Arndt      | DSM     | a 37"    |

| Pos. | Corridore       | Squadra    | Tempo     |
| ---- | --------------- | ---------- | --------- |
| 1    | Attila Valter   | Groupama   | 31h10'53" |
| 2    | Remco Evenepoel | Deceuninck | a 11"     |
| 3    | Egan Bernal     | Ineos      | a 16"     |

### 9ª tappa
- 16 maggio: Castel di Sangro > Campo Felice (Rocca di Cambio) – 158 km

Risultati
| Pos. | Corridore        | Squadra | Tempo    |
| ---- | ---------------- | ------- | -------- |
| 1    | Egan Bernal      | Ineos   | 4h08'23" |
| 2    | Giulio Ciccone   | Trek    | a 7"     |
| 3    | Aleksandr Vlasov | Astana  | s.t.     |

| Pos. | Corridore        | Squadra    | Tempo     |
| ---- | ---------------- | ---------- | --------- |
| 1    | Egan Bernal      | Ineos      | 35h19'22" |
| 2    | Remco Evenepoel  | Deceuninck | a 15"     |
| 3    | Aleksandr Vlasov | Astana     | a 21"     |

### 10ª tappa
- 17 maggio: L'Aquila > Foligno – 139 km

Risultati
| Pos. | Corridore        | Squadra | Tempo    |
| ---- | ---------------- | ------- | -------- |
| 1    | Peter Sagan      | Bora    | 3h10'56" |
| 2    | Fernando Gaviria | UAE     | s.t.     |
| 3    | Davide Cimolai   | Israel  | s.t.     |

| Pos. | Corridore        | Squadra    | Tempo     |
| ---- | ---------------- | ---------- | --------- |
| 1    | Egan Bernal      | Ineos      | 38h30'17" |
| 2    | Remco Evenepoel  | Deceuninck | a 14"     |
| 3    | Aleksandr Vlasov | Astana     | a 22"     |

### 11ª tappa
- 19 maggio: Perugia > Montalcino (Brunello di Montalcino Wine Stage) – 162 km

Risultati
| Pos. | Corridore       | Squadra | Tempo    |
| ---- | --------------- | ------- | -------- |
| 1    | Mauro Schmid    | Qhubeka | 4h01'55" |
| 2    | Alessandro Covi | UAE     | a 1"     |
| 3    | Harm Vanhoucke  | Lotto   | a 26"    |

| Pos. | Corridore        | Squadra | Tempo     |
| ---- | ---------------- | ------- | --------- |
| 1    | Egan Bernal      | Ineos   | 42h35'21" |
| 2    | Aleksandr Vlasov | Astana  | a 45"     |
| 3    | Damiano Caruso   | Bahrain | a 1'12"   |

### 12ª tappa
- 20 maggio: Siena > Bagno di Romagna – 212 km

Risultati
| Pos. | Corridore       | Squadra | Tempo    |
| ---- | --------------- | ------- | -------- |
| 1    | Andrea Vendrame | AG2R    | 5h43'48" |
| 2    | Chris Hamilton  | DSM     | s.t.     |
| 3    | George Bennett  | Jumbo   | a 15"    |

| Pos. | Corridore        | Squadra | Tempo     |
| ---- | ---------------- | ------- | --------- |
| 1    | Egan Bernal      | Ineos   | 49h29'23" |
| 2    | Aleksandr Vlasov | Astana  | a 45"     |
| 3    | Damiano Caruso   | Bahrain | a 1'12"   |

### 13ª tappa
- 21 maggio: Ravenna > Verona – 198 km

Risultati
| Pos. | Corridore       | Squadra | Tempo    |
| ---- | --------------- | ------- | -------- |
| 1    | Giacomo Nizzolo | Qhubeka | 4h42'10" |
| 2    | Edoardo Affini  | Jumbo   | s.t.     |
| 3    | Peter Sagan     | Bora    | s.t.     |

| Pos. | Corridore        | Squadra | Tempo     |
| ---- | ---------------- | ------- | --------- |
| 1    | Egan Bernal      | Ineos   | 53h11'42" |
| 2    | Aleksandr Vlasov | Astana  | a 45"     |
| 3    | Damiano Caruso   | Bahrain | a 1'12"   |

### 14ª tappa
- 22 maggio: Cittadella > Monte Zoncolan – 205 km

Risultati
| Pos. | Corridore         | Squadra | Tempo    |
| ---- | ----------------- | ------- | -------- |
| 1    | Lorenzo Fortunato | Eolo    | 5h17'22" |
| 2    | Jan Tratnik       | Bahrain | a 26"    |
| 3    | Alessandro Covi   | UAE     | a 59"    |

| Pos. | Corridore      | Squadra      | Tempo     |
| ---- | -------------- | ------------ | --------- |
| 1    | Egan Bernal    | Ineos        | 58h30'47" |
| 2    | Simon Yates    | BikeExchange | a 1'33"   |
| 3    | Damiano Caruso | Bahrain      | a 1'51"   |

### 15ª tappa
- 23 maggio: Grado > Gorizia – 147 km

Risultati
| Pos. | Corridore          | Squadra | Tempo    |
| ---- | ------------------ | ------- | -------- |
| 1    | Victor Campenaerts | Qhubeka | 3h25'25" |
| 2    | Oscar Riesebeek    | Alpecin | s.t.     |
| 3    | Nikias Arndt       | DSM     | a 7"     |

| Pos. | Corridore      | Squadra      | Tempo     |
| ---- | -------------- | ------------ | --------- |
| 1    | Egan Bernal    | Ineos        | 62h13'33" |
| 2    | Simon Yates    | BikeExchange | a 1'33"   |
| 3    | Damiano Caruso | Bahrain      | a 1'51"   |

### 16ª tappa
- 24 maggio: Sacile > Cortina d'Ampezzo – 153 km[6]

Risultati
| Pos. | Corridore      | Squadra | Tempo    |
| ---- | -------------- | ------- | -------- |
| 1    | Egan Bernal    | Ineos   | 4h22'41" |
| 2    | Romain Bardet  | DSM     | a 27"    |
| 3    | Damiano Caruso | Bahrain | s.t.     |

| Pos. | Corridore      | Squadra | Tempo     |
| ---- | -------------- | ------- | --------- |
| 1    | Egan Bernal    | Ineos   | 66h36'04" |
| 2    | Damiano Caruso | Bahrain | a 2'24"   |
| 3    | Hugh Carthy    | EF      | a 3'40"   |

### 17ª tappa
- 26 maggio: Canazei > Sega di Ala – 193 km

Risultati
| Pos. | Corridore     | Squadra      | Tempo    |
| ---- | ------------- | ------------ | -------- |
| 1    | Daniel Martin | Israel       | 4h54'38" |
| 2    | João Almeida  | Deceuninck   | a 13"    |
| 3    | Simon Yates   | BikeExchange | a 30"    |

| Pos. | Corridore      | Squadra      | Tempo     |
| ---- | -------------- | ------------ | --------- |
| 1    | Egan Bernal    | Ineos        | 71h32'05" |
| 2    | Damiano Caruso | Bahrain      | a 2'21"   |
| 3    | Simon Yates    | BikeExchange | a 3'23"   |

### 18ª tappa
- 27 maggio: Rovereto > Stradella – 231 km

Risultati
| Pos. | Corridore       | Squadra | Tempo    |
| ---- | --------------- | ------- | -------- |
| 1    | Alberto Bettiol | EF      | 5h14'43" |
| 2    | Simone Consonni | Cofidis | a 17"    |
| 3    | Nicolas Roche   | DSM     | a 18"    |

| Pos. | Corridore      | Squadra      | Tempo     |
| ---- | -------------- | ------------ | --------- |
| 1    | Egan Bernal    | Ineos        | 77h10'18" |
| 2    | Damiano Caruso | Bahrain      | a 2'21"   |
| 3    | Simon Yates    | BikeExchange | a 3'23"   |

### 19ª tappa
- 28 maggio: Abbiategrasso > Alpe di Mera (Valsesia) – 166 km[7]

Risultati
| Pos. | Corridore    | Squadra      | Tempo    |
| ---- | ------------ | ------------ | -------- |
| 1    | Simon Yates  | BikeExchange | 4h02'55" |
| 2    | João Almeida | Deceuninck   | a 11"    |
| 3    | Egan Bernal  | Ineos        | a 28"    |

| Pos. | Corridore      | Squadra      | Tempo     |
| ---- | -------------- | ------------ | --------- |
| 1    | Egan Bernal    | Ineos        | 81h13'37" |
| 2    | Damiano Caruso | Bahrain      | a 2'29"   |
| 3    | Simon Yates    | BikeExchange | a 2'49"   |

### 20ª tappa
- 29 maggio: Verbania > Valle Spluga -  Alpe Motta – 164 km

Risultati
| Pos. | Corridore       | Squadra | Tempo    |
| ---- | --------------- | ------- | -------- |
| 1    | Damiano Caruso  | Bahrain | 4h27'53" |
| 2    | Egan Bernal     | Ineos   | a 24"    |
| 3    | Daniel Martínez | Ineos   | a 35"    |

| Pos. | Corridore      | Squadra      | Tempo     |
| ---- | -------------- | ------------ | --------- |
| 1    | Egan Bernal    | Ineos        | 85h41'47" |
| 2    | Damiano Caruso | Bahrain      | a 1'59"   |
| 3    | Simon Yates    | BikeExchange | a 3'23"   |

### 21ª tappa
- 30 maggio: Senago > Milano – Cronometro individuale – 30,3 km

Risultati
| Pos. | Corridore      | Squadra    | Tempo  |
| ---- | -------------- | ---------- | ------ |
| 1    | Filippo Ganna  | Ineos      | 33'48" |
| 2    | Rémi Cavagna   | Deceuninck | a 12"  |
| 3    | Edoardo Affini | Jumbo      | a 13"  |

| Pos. | Corridore      | Squadra      | Tempo     |
| ---- | -------------- | ------------ | --------- |
| 1    | Egan Bernal    | Ineos        | 86h17'28" |
| 2    | Damiano Caruso | Bahrain      | a 1'29"   |
| 3    | Simon Yates    | BikeExchange | a 4'15"   |

## Evoluzione delle classifiche
| Tappa              | Vincitore          | Classifica generale Maglia rosa | Classifica a punti Maglia ciclamino | Classifica scalatori Maglia azzurra | Classifica giovani Maglia bianca | Classifica a squadre |
| ------------------ | ------------------ | ------------------------------- | ----------------------------------- | ----------------------------------- | -------------------------------- | -------------------- |
| 1ª                 | Filippo Ganna      | Filippo Ganna                   | Filippo Ganna                       | non assegnata                       | Filippo Ganna                    | Jumbo-Visma          |
| 2ª                 | Tim Merlier        | Filippo Ganna                   | Tim Merlier                         | Vincenzo Albanese                   | Filippo Ganna                    | Jumbo-Visma          |
| 3ª                 | Taco van der Hoorn | Filippo Ganna                   | Tim Merlier                         | Vincenzo Albanese                   | Filippo Ganna                    | Jumbo-Visma          |
| 4ª                 | Joseph Dombrowski  | Alessandro De Marchi            | Tim Merlier                         | Joseph Dombrowski                   | Attila Valter                    | Bahrain Victorious   |
| 5ª                 | Caleb Ewan         | Alessandro De Marchi            | Giacomo Nizzolo                     | Joseph Dombrowski                   | Attila Valter                    | Bahrain Victorious   |
| 6ª                 | Gino Mäder         | Attila Valter                   | Giacomo Nizzolo                     | Gino Mäder                          | Attila Valter                    | Bahrain Victorious   |
| 7ª                 | Caleb Ewan         | Attila Valter                   | Caleb Ewan                          | Gino Mäder                          | Attila Valter                    | Bahrain Victorious   |
| 8ª                 | Victor Lafay       | Attila Valter                   | Tim Merlier                         | Gino Mäder                          | Attila Valter                    | Ineos Grenadiers     |
| 9ª                 | Egan Bernal        | Egan Bernal                     | Tim Merlier                         | Geoffrey Bouchard                   | Egan Bernal                      | Ineos Grenadiers     |
| 10ª                | Peter Sagan        | Egan Bernal                     | Peter Sagan                         | Geoffrey Bouchard                   | Egan Bernal                      | Ineos Grenadiers     |
| 11ª                | Mauro Schmid       | Egan Bernal                     | Peter Sagan                         | Geoffrey Bouchard                   | Egan Bernal                      | Ineos Grenadiers     |
| 12ª                | Andrea Vendrame    | Egan Bernal                     | Peter Sagan                         | Geoffrey Bouchard                   | Egan Bernal                      | Ineos Grenadiers     |
| 13ª                | Giacomo Nizzolo    | Egan Bernal                     | Peter Sagan                         | Geoffrey Bouchard                   | Egan Bernal                      | Ineos Grenadiers     |
| 14ª                | Lorenzo Fortunato  | Egan Bernal                     | Peter Sagan                         | Geoffrey Bouchard                   | Egan Bernal                      | Ineos Grenadiers     |
| 15ª                | Victor Campenaerts | Egan Bernal                     | Peter Sagan                         | Geoffrey Bouchard                   | Egan Bernal                      | Trek-Segafredo       |
| 16ª                | Egan Bernal        | Egan Bernal                     | Peter Sagan                         | Geoffrey Bouchard                   | Egan Bernal                      | Trek-Segafredo       |
| 17ª                | Daniel Martin      | Egan Bernal                     | Peter Sagan                         | Geoffrey Bouchard                   | Egan Bernal                      | Ineos Grenadiers     |
| 18ª                | Alberto Bettiol    | Egan Bernal                     | Peter Sagan                         | Geoffrey Bouchard                   | Egan Bernal                      | Team DSM             |
| 19ª                | Simon Yates        | Egan Bernal                     | Peter Sagan                         | Geoffrey Bouchard                   | Egan Bernal                      | Ineos Grenadiers     |
| 20ª                | Damiano Caruso     | Egan Bernal                     | Peter Sagan                         | Geoffrey Bouchard                   | Egan Bernal                      | Ineos Grenadiers     |
| 21ª                | Filippo Ganna      | Egan Bernal                     | Peter Sagan                         | Geoffrey Bouchard                   | Egan Bernal                      | Ineos Grenadiers     |
| Classifiche finali | Classifiche finali | Egan Bernal                     | Peter Sagan                         | Geoffrey Bouchard                   | Egan Bernal                      | Ineos Grenadiers     |

Maglie indossate da altri ciclisti in caso di due o più maglie vinte
- Nella 2ª tappa Edoardo Affini ha indossato la maglia ciclamino al posto di Filippo Ganna.
- Nella 2ª e nella 4ª tappa Tobias Foss ha indossato la maglia bianca al posto di Filippo Ganna.
- Nella 3ª tappa Edoardo Affini ha indossato la maglia bianca al posto di Filippo Ganna.
- Nella 6ª tappa Vincenzo Albanese ha indossato la maglia azzurra al posto di Joseph Dombrowski.[12]
- Dalla 7ª alla 9ª tappa Remco Evenepoel ha indossato la maglia bianca al posto di Attila Valter.
- Dalla 10ª all'11ª tappa Remco Evenepoel ha indossato la maglia bianca al posto di Egan Bernal.
- Dalla 12ª alla 21ª tappa Aleksandr Vlasov ha indossato la maglia bianca al posto di Egan Bernal.

### Altre classifiche
| Tappa              | Traguardi volanti | Premio Fuga       | Combattività         | Fair Play              |
| ------------------ | ----------------- | ----------------- | -------------------- | ---------------------- |
| 1ª                 | non assegnato     | non assegnato     | Filippo Ganna        | Ineos Grenadiers       |
| 2ª                 | Filippo Ganna     | Filippo Tagliani  | Filippo Ganna        | Ineos Grenadiers       |
| 3ª                 | Simon Pellaud     | Vincenzo Albanese | Filippo Ganna        | Ineos Grenadiers       |
| 4ª                 | Simon Pellaud     | Vincenzo Albanese | Alessandro De Marchi | Israel Start-Up Nation |
| 5ª                 | Filippo Tagliani  | Vincenzo Albanese | Simon Pellaud        | Israel Start-Up Nation |
| 6ª                 | Filippo Tagliani  | Vincenzo Albanese | Gino Mäder           | Groupama-FDJ           |
| 7ª                 | Simon Pellaud     | Simon Pellaud     | Simon Pellaud        | Groupama-FDJ           |
| 8ª                 | Simon Pellaud     | Simon Pellaud     | Simon Pellaud        | Groupama-FDJ           |
| 9ª                 | Simon Pellaud     | Simon Pellaud     | Simon Pellaud        | Trek-Segafredo         |
| 10ª                | Simon Pellaud     | Simon Pellaud     | Simon Pellaud        | Trek-Segafredo         |
| 11ª                | Simon Pellaud     | Simon Pellaud     | Simon Pellaud        | Bahrain Victorious     |
| 12ª                | Simon Pellaud     | Simon Pellaud     | Dries De Bondt       | Bahrain Victorious     |
| 13ª                | Umberto Marengo   | Simon Pellaud     | Simon Pellaud        | Bahrain Victorious     |
| 14ª                | Umberto Marengo   | Simon Pellaud     | Simon Pellaud        | Bahrain Victorious     |
| 15ª                | Umberto Marengo   | Simon Pellaud     | Dries De Bondt       | Bahrain Victorious     |
| 16ª                | Umberto Marengo   | Simon Pellaud     | Dries De Bondt       | Bahrain Victorious     |
| 17ª                | Dries De Bondt    | Simon Pellaud     | Dries De Bondt       | Bahrain Victorious     |
| 18ª                | Dries De Bondt    | Simon Pellaud     | Dries De Bondt       | Bahrain Victorious     |
| 19ª                | Dries De Bondt    | Simon Pellaud     | Dries De Bondt       | Bahrain Victorious     |
| 20ª                | Dries De Bondt    | Simon Pellaud     | Dries De Bondt       | Bahrain Victorious     |
| 21ª                | Dries De Bondt    | Simon Pellaud     | Dries De Bondt       | Bahrain Victorious     |
| Classifiche finali | Dries De Bondt    | Simon Pellaud     | Dries De Bondt       | Bahrain Victorious     |

## Classifiche finali

### Classifica generale - Maglia rosa

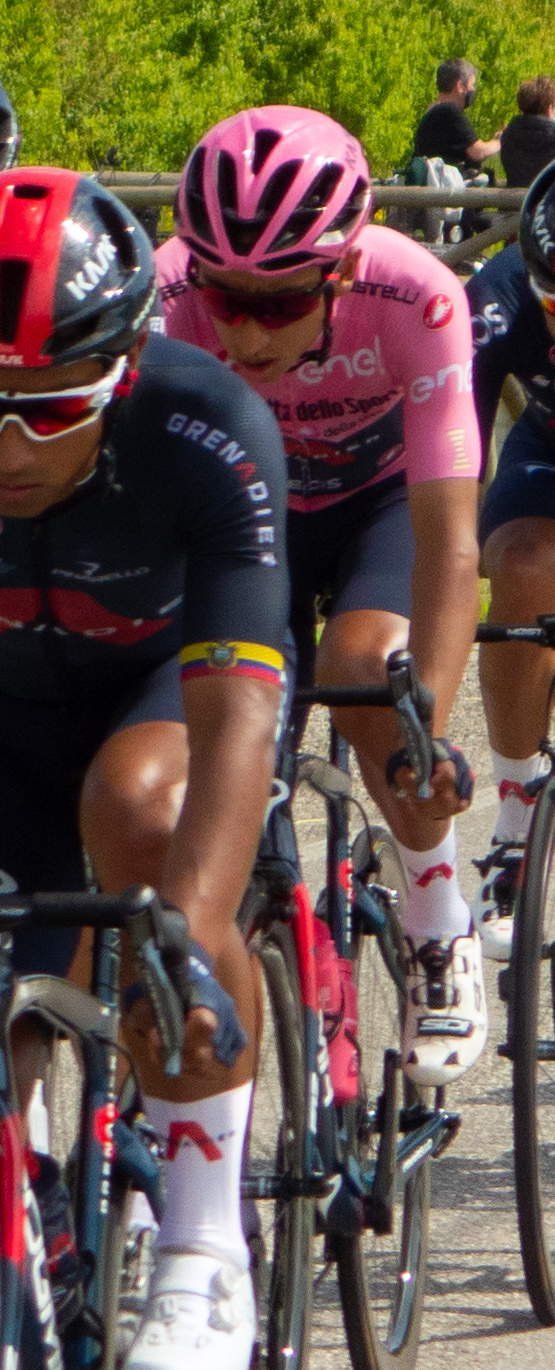
Egan Bernal in maglia rosa

| Pos. | Corridore        | Squadra      | Tempo     |
| ---- | ---------------- | ------------ | --------- |
| 1    | Egan Bernal      | Ineos        | 86h17'28" |
| 2    | Damiano Caruso   | Bahrain      | a 1'29"   |
| 3    | Simon Yates      | BikeExchange | a 4'15"   |
| 4    | Aleksandr Vlasov | Astana       | a 6'40"   |
| 5    | Daniel Martínez  | Ineos        | a 7'24"   |
| 6    | João Almeida     | Deceuninck   | s.t.      |
| 7    | Romain Bardet    | DSM          | a 8'05"   |
| 8    | Hugh Carthy      | EF           | a 8'56"   |
| 9    | Tobias Foss      | Jumbo        | a 11'44"  |
| 10   | Daniel Martin    | Israel       | a 18'35"  |

### Classifica a punti - Maglia ciclamino

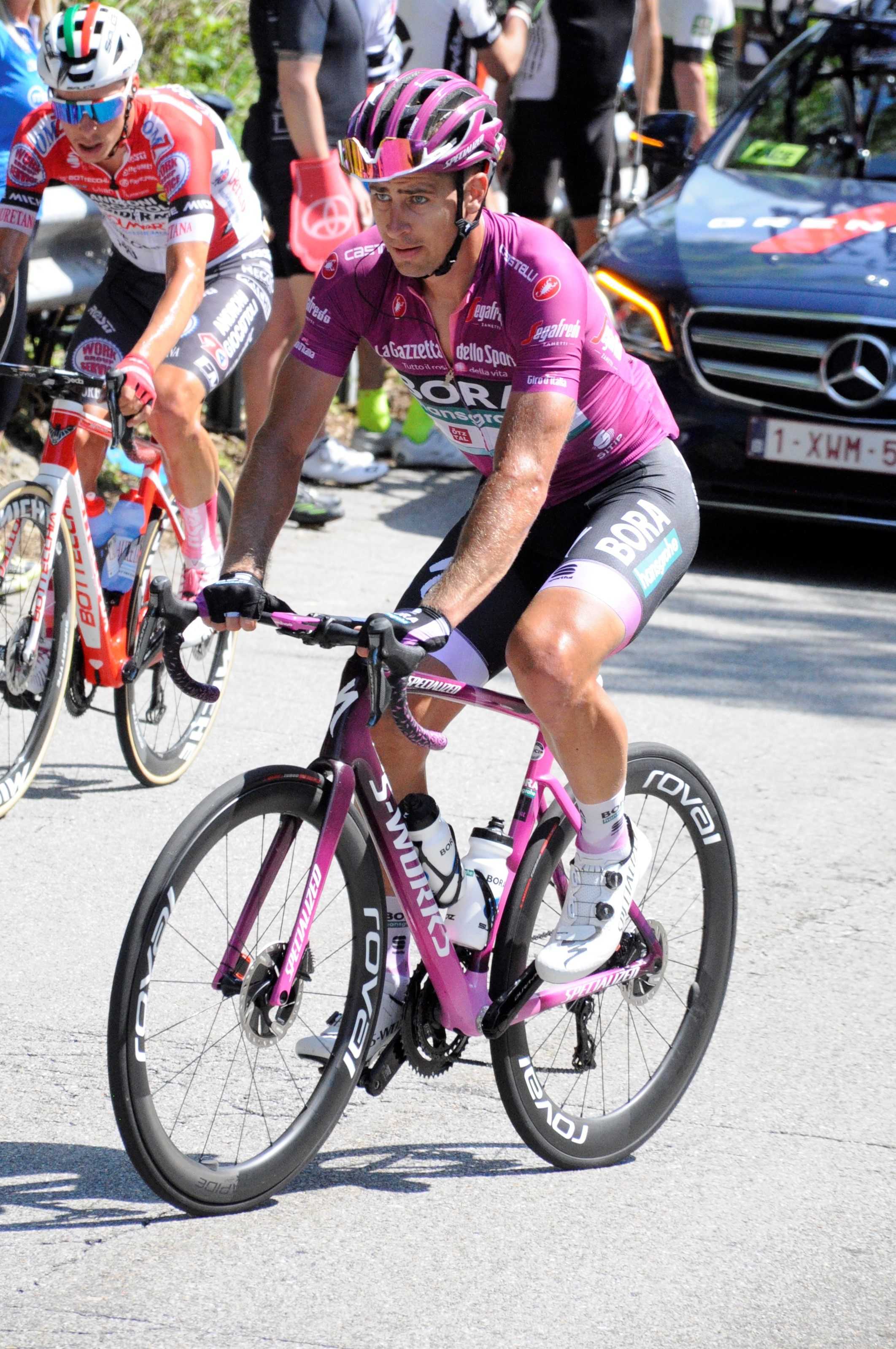
Peter Sagan in maglia ciclamino.

| Pos. | Corridore        | Squadra | Punti |
| ---- | ---------------- | ------- | ----- |
| 1    | Peter Sagan      | Bora    | 136   |
| 2    | Davide Cimolai   | Israel  | 118   |
| 3    | Fernando Gaviria | UAE     | 116   |
| 4    | Elia Viviani     | Cofidis | 86    |
| 5    | Egan Bernal      | Ineos   | 80    |

### Classifica scalatori - Maglia azzurra

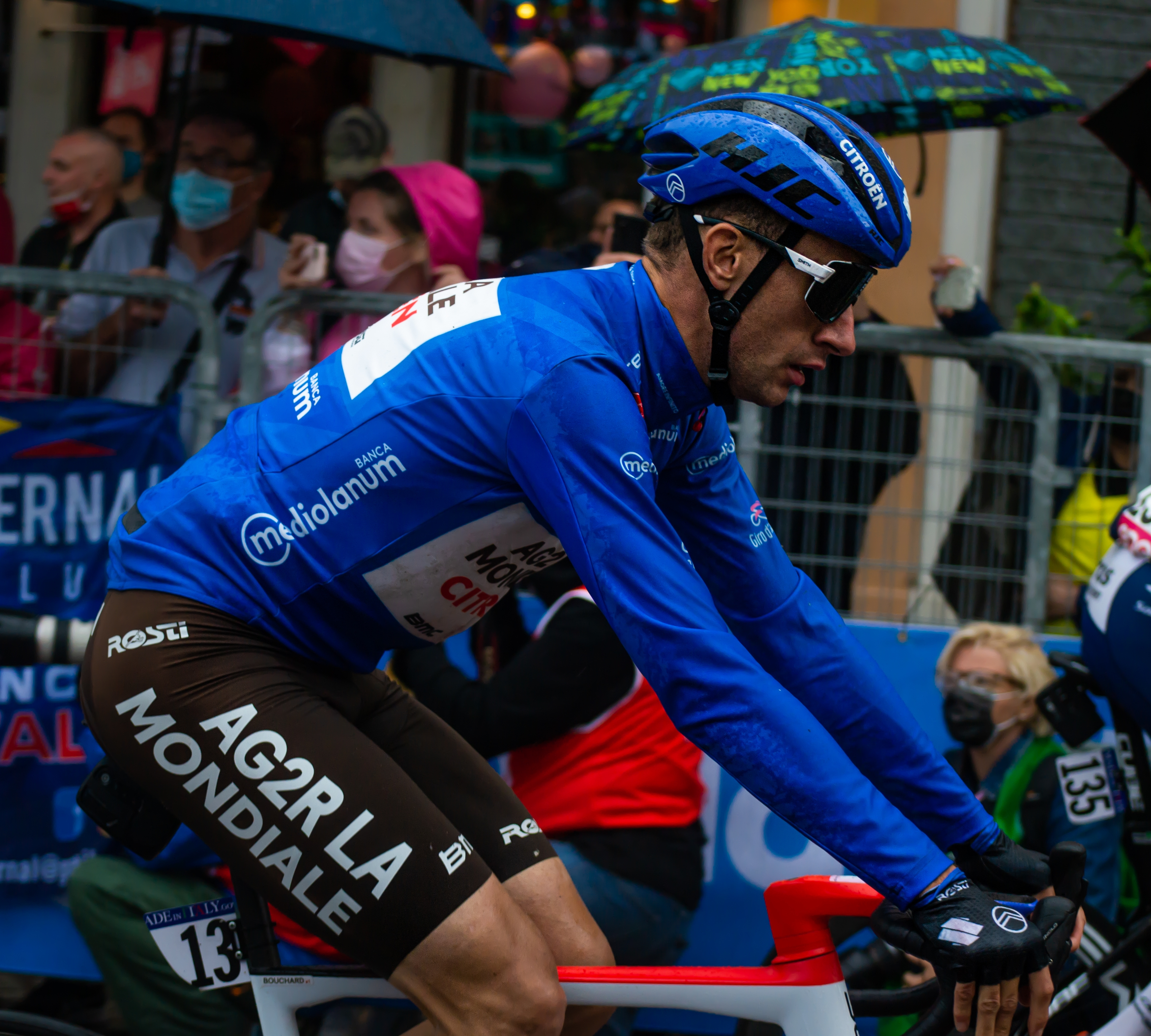
Geoffrey Bouchard in maglia azzurra

| Pos. | Corridore         | Squadra      | Punti |
| ---- | ----------------- | ------------ | ----- |
| 1    | Geoffrey Bouchard | AG2R         | 184   |
| 2    | Egan Bernal       | Ineos        | 140   |
| 3    | Damiano Caruso    | Bahrain      | 99    |
| 4    | Daniel Martin     | Israel       | 83    |
| 5    | Simon Yates       | BikeExchange | 61    |

### Classifica giovani - Maglia bianca
| Pos. | Corridore        | Squadra    | Tempo     |
| ---- | ---------------- | ---------- | --------- |
| 1    | Egan Bernal      | Ineos      | 86h17'28" |
| 2    | Aleksandr Vlasov | Astana     | a 6'40"   |
| 3    | Daniel Martínez  | Ineos      | a 7'24"   |
| 4    | João Almeida     | Deceuninck | s.t.      |
| 5    | Tobias Foss      | Jumbo      | a 11'44"  |

### Classifica a squadre - Trofeo Super Team
| Pos. | Squadra             | Tempo      |
| ---- | ------------------- | ---------- |
| 1    | Ineos Grenadiers    | 259h30'31" |
| 2    | Jumbo-Visma         | a 26'52"   |
| 3    | Team DSM            | a 29'09"   |
| 4    | Astana-Premier Tech | a 33'05"   |
| 5    | Team BikeExchange   | a 1h15'12" |